# Oldenlandia peduncularis
Oldenlandia peduncularis är en måreväxtart som först beskrevs av George King, och fick sitt nu gällande namn av Frederic Newton Williams. Oldenlandia peduncularis ingår i släktet Oldenlandia och familjen måreväxter. Inga underarter finns listade i Catalogue of Life.